# Кастањето (Ријети)
Кастањето је насеље у Италији у округу Ријети, региону Лацио.
Према процени из 2011. у насељу је живело 73 становника. Насеље се налази на надморској висини од 361 м.